# 벤저민 브리그스
벤저민 스푸너 브리그스(영어: Benjamin Spooner Briggs, 영어 발음: /ˈbɛnd͡ʒəmɪn bɹɪɡz/, 1835년 4월 24일~1872년 11월 추정)는 미국의 항해사, 선장이다. 1872년 12월 4일 포르투갈 해안과 아소르스 제도 사이 대서양 바다 위에서 선원이 없는 상태로 발견된 상선 메리 셀러스트호의 선장으로 발견 당시 배 안에서 구명정은 발견되지 않았고 선원들을 포함해 벤저민과 그의 가족들 또한 행방불명된 상태였다.

## 해상 경력
매사추세츠주의 브리그스 일가는 오랫동안 해양 생활을 해왔고 벤저민 브리그스 또한 바다에서 생애 대부분을 보냈다. 그는 숙련되고 유능한 선원이었으며 전하는 바에 의하면 공정하고 뛰어난 능력으로 인해 그의 아래에서 일했던 선원들에 의해 존중을 받았다고 한다. 그는 이후 선장이 되었고 브리간틴 시 폼호(영어: Sea Foam)의 선장과 1862년 3개의 돛대를 가진 스쿠너 포리스트 킹호(영어: Forest King)의 선장이 되었다. 1865년 바크 아서(영어: Arthur)호의 선장이 되었을 때 그는 동생이자 사업 동료, 선원이었던 올리버 브리그스(영어: Oliver Briggs)에게 포리스트 킹호의 선장직을 넘겨주었다.

## 메리 셀러스트호 사건
1871년 벤저민과 그의 동생은 뉴베드퍼드에 있는 철물점을 매입하는 것을 고려했다. 그러나 1872년 벤저민은 제임스 윈체스터(영어: James Winchester)가 소유하던 브리간틴 메리 셀러스트호를 구매했고 가족들이 지낼 수 있도록 선실을 개조했다. 1872년 후반 벤저민은 그의 아내와 딸과 함께 메리 셀러스트호를 타고 스태튼아일랜드에서 제노바로 향하는 항해를 시작했고 아들 아서는 학생이었기 때문에 항해에 동행하지 않고 그의 할머니와 함께 로즈 코티지에 남았다.
항해를 시작한 지 1달이 지난 후 메리 셀러스트호는 지브롤터 해협 근처 대서양에서 버려진 채 발견되었고 선원들과 벤저민의 가족들은 배 안에서 발견되지 않았다.

## 개인사
벤저민은 종교적으로 신실한 인물이었으며 절대금주주의를 지향했던 인물이었다. 그는 1862년 목사 리앤더 코브(영어: Leander Cobb)의 딸 세라 엘리자베스 코브(영어: Sarah Elizabeth Cobb)와 결혼했고 그가 소유하던 포리스트 킹호를 타고 유럽으로 신혼여행을 갔다. 1865년 아들 아서 S. 브리그스(영어: Arthur S. Briggs)가 매리언의 로즈 코티지(영어: Rose Cottage)에 있는 브리그스 부부의 집에서 태어났고 1866년 프랑스 마르세유로 가족여행을 갔다 온 후 1870년 10월 31일 딸 소피아 마틸다 브리그스(영어: Sophia Matilda Briggs)가 태어났다.
매리언에 있는 에버그린 공동묘지(영어: Evergreen Cemetery)에는 사라진 브리그스 가족들을 추모하는 비가 세워져 있으며 그 비에는 "1835년 4월 24일 태어난 벤저민 S. 브리그스 선장, 1841년 4월 20일 태어난 그의 아내 세라 E 코브, 1870년 10월 31일 태어난 그들의 딸 소피아 M. 브리간틴 메리 셀러스트호에서 1872년 11월에 실종되었다."라고 기록되어 있다.